# Кроз шибе
„Кроз шибе“ је југословенски ТВ филм из 1967. године. Режирао га је Јоаким Марушић, а сценарио је писао Улберико Доналдини.

## Улоге
| Глумац             | Улога |
| ------------------ | ----- |
| Реља Башић         |       |
| Ана Карић          |       |
| Марија Кон         |       |
| Угљеша Којадиновић |       |
| Ива Марјановић     |       |
| Нада Суботић       |       |
| Мирко Војковић     |       |